# 松川の戦い
松川の戦い（まつかわのたたかい）は、関ヶ原の戦いでの東軍勝利に乗じて福島地方へ南下してきた伊達政宗の軍と会津若松城上杉景勝配下の本庄繁長と須田長義率いる上杉軍との間で行われた戦いである。

## 概略
具体的な発生時期については諸説あり、主に『改正三河後風土記』（第42巻：上杉・伊達合戦の事）、『常山紀談』（巻之16：伊達上杉陸奥国松川合戦の事　附永井善左衛門　岡左内が事）、『東国太平記』（巻第15：松川合戦政宗福島ノ城ヲ攻ムル事）、『会津陣物語』（第4巻：松川合戦に政宗、福島城を攻める事、井せて須田大炊介、政宗と逢隈川合戦（陣幕を切り取る）事）、『武辺咄聞書』によれば、慶長6年（1601年）4月26日に、現在の福島県福島市の中心部で伊達政宗と上杉景勝麾下の本庄繁長・須田長義が戦った合戦だとされる。
松川合戦の時期は、『常山紀談』には慶長6年4月、『改正三河後風土記』『東国太平記』『会津陣物語』『武辺咄聞書』には、慶長6年4月26日と明確に記載されている。しかし、伊達家には慶長5年（1600年）10月6日付中嶋左衛門宛伊達政宗書状、10月14日、10月19日付今井宗薫宛政宗書状、その戦功を賞する返書として10月24日付伊達政宗宛徳川家康書状が残されており、慶長5年10月6日に何らかの戦闘行為が行われたのは間違いないであろう。
この合戦（「松川合戦」「宮代表合戦」）に関しては、伊達家と上杉家は双方で戦果を強調しており、また時期を巡っても研究者の間でも、慶長5年10月説、慶長6年4月説、混合説がある。このため、頼山陽の『日本外史』を含めて幕末期まで流布した慶長6年4月26日の「松川合戦」の内容と経緯と、『伊達治家記録』や伊達家文書が記録する慶長5年10月6日の「宮代表合戦」の内容を併記する。

## 『改正三河後風土記』等に記載された“松川合戦”の概要と経緯
“松川合戦”の概要は、江戸幕府の奥儒者である成島司直により、幕末期の天保4年（1833年）に『三河後風土記』を改撰した『改正三河後風土記』の第42巻に、「上杉伊達合戦の事」として詳細が記述されている（出典として、夏目記、安民記、武隠叢話、藩譜）。この合戦の時期は誤り多く、慶長5年7月27日、28日(原書)、7月21日説(家忠日記)は共に誤りであり、「夏目記・安民記に従い、慶長6年の事とす。武隠叢話に載せたる上杉の家士北川次郎兵衛の記も夏目記に同じ。藩譜の注文に北川ガ記詳らかにしてよりどころあり」と記述されている。
慶長6年4月26日、伊達政宗は、上杉領に侵攻するも、上杉勢の必死の抵抗の前に敗走する。

### “松川合戦”前夜
慶長3年（1598年）に豊臣秀吉が死去すると、翌年3月の前田利家の死去、石田三成の失脚を経て、徳川家康の権力がますます増大した。慶長4年（1599年）8月、上杉景勝は所領の会津若松城へ帰城した。景勝は前年初めに秀吉の命により越後国春日山城から会津領120万石へ国替えになったばかりであり、領内統治をほとんど施していない状況であった。景勝は早速、領内の道路の開削・整備や支城の普請等など領内の整備をおこなった。
また、居城を新たに新築して会津若松城から遷すことを考え、若松城から北西3kmのあたりに築城を開始した（神指城）。しかし、隣国越後の堀秀治は、このような上杉領内の動きを逐一徳川家康へ報告した。その内容は上杉氏が隣国の堀秀治や最上義光の領内を攻めることを目的に道路や支城の整備・居城の築城をおこなっているという旨のものであった。また、景勝家臣・藤田信吉が江戸城へ出奔し、徳川秀忠に上杉方の内情を話した。家康は景勝に上洛して弁明するよう求めた。しかし景勝はその申し出を拒絶したため、家康は景勝を謀反人とみなして諸大名に上杉氏征討を命じた。
慶長5年（1600年）6月6日、大坂城西出丸において軍議が招集され、家康・秀忠が白河口、佐竹義宣が仙道口、伊達政宗が白石口、前田利長・堀秀治が越後口と布陣が決定した。家康は6月18日に伏見城を出発し、江戸城を経て7月下旬に下野国小山へ着陣。一方、白石口を担当することになった伊達政宗は急ぎ京都を発ち、相馬領を経由して帰国し、7月12日に名取郡北目城へ入り、ここを上杉攻めの拠点とした。しかし、上方で石田三成が家康打倒の挙兵をしたことを知った家康は、白河口を次男の結城秀康に任せ、自らは江戸城に引き返した。これを知った景勝は家康追撃をおこなわずに会津若松城へ引き上げた。
そして、上杉氏との同盟を破棄して家康方に付くことを鮮明にした最上義光の山形城を家臣・直江兼続に攻め入らせた。直江軍は怒濤の如く山形城に向かって進撃し、ついには山形城の支城である長谷堂城を取り囲むにいたった（長谷堂城の戦い）。一方政宗は刈田郡に進撃し、白石城を落とした。このような状況の中、9月15日の関ヶ原の戦いにおいて徳川方（東軍）が勝利した旨の報告が各陣営に届く。直江兼続は長谷堂城の囲いを解き、自領へ撤退したのである。

### “松川合戦”の経過

#### 関ヶ原の戦い以降の伊達政宗の侵略
関ヶ原の戦い後、伊達政宗は徳川家康からみだりに軍勢を動かすべからずとの命を受け、心ならずも岩手山城へ引き返したが、上杉領への侵略やみがたく、家康の下知をまたずに慶長5年（1600年）10月6日、本庄繁長が立て籠もる福島城へ押し寄せた。これを察知した福島城兵の永井善左衛門が伏兵を討ち取ったため、政宗は白石まで引き返した。政宗は翌7日、長井郡湯原へ出ようとしたが、上杉方の甘粕清長が付近を警戒しており、さらに上杉景勝が2万ばかりの大軍で境目まで出陣するという報を知り引き返した。景勝もまた会津へと引き返した。
翌慶長6年（1601年）になっても政宗の侵略は続いた。慶長6年2月7日、政宗は伊達郡へ侵攻したが、本庄繁長、宮代砦守将八内図書の厳しい抵抗により撃退された。
3月24日政宗は再び出馬し、25日に白石城、28日には福島城に襲来した。福島城が容易に落ちないと見た政宗は、梁川城へ矛先を転じようとしたが、梁川城の須田大炊は29日に伏兵をもって迎撃、政宗勢は四方を取り囲まれて大敗し、散々に敗走していった。

#### 慶長6年4月26日の松川での激戦
上杉との合戦で度々敗軍したこと、福島・梁川城を攻めとれなかったことを無念に思った伊達政宗は、4月16日再び白石城から出撃した。伊達軍は21日に本陣を小山に移し、25日に瀬上を経て、26日の暁に松川に達した。松川では福島城の杉原・甘粕・本庄出羽守・栗生美濃守がこれを迎え撃った。両軍入り乱れ、伊達政宗と岡定俊（左内）が川中で太刀打ちを行うほどの大激戦になったが、上杉方はしだいに追い崩されて敗走、散々になり福島城へ逃げて行った。この時青木新兵衛は鎗にて伊達政宗の内兜を突き立て、前立物にあてた。
本庄繁長は、ひそかに伊達勢の後ろを襲撃しようと兵をまわしていた。福島城の城兵が危ういとみた梁川城守須田長義は、阿武隈川を渡り、遮二無二政宗本陣を目がけて切り掛かった。政宗勢は散々切り立てられ、軍伍散乱して敗走をはじめた。この乱戦の中で斎道二が真っ先かけて政宗に切り掛かり、政宗の猩々緋の陣羽織を切り裂いたため、政宗は跡を見ずに逃げ去っていった。この時に伊達家の宝物九曜の紋の幕、紺地黄糸法華廿八品の幕を、須田の組西村仙右衛門、曾田宇平次が奪い取った。
更に本庄繁長が福島城の西門から打ち出て、伊達政宗の陣屋に火をかけ小荷駄を燃やしたため、政宗はもはや戦場にとどまることができず、大崎へと逃げ帰っていった。

#### 松川合戦の時期と逸話
「改正三河後風土記」
「東国太平記」「会津陣物語」
「武辺咄聞書」
「常山紀談」
松川での川中での岡左内と政宗の太刀打ちの逸話は、「改正後三河風土記」「東国太平記」「会津陣物語」(杉原彦左衛門、物語覚条々）の全てに記載され、いずれも慶長6年4月26日で一致している。

## 慶長5年10月6日の伊達家の福島侵攻（宮代表合戦）
一方、この上杉家との合戦（伊達家では「松川合戦」との呼称は用いない）の出兵の時期と戦いの経緯について、伊達家では、慶長6年（1601年）4月26日ではなく、慶長5年（1600年）10月6日だとする記録を残している。また、徳川家康書状によれば、福島表へ侵攻した伊達家への返書は慶長5年（1600年）10月24日付けでなされている。以下は伊達家の福島侵攻の概要である。
伊達政宗は東軍勝利の知らせを聞くと、10月5日、好機到来とばかりに約2万の兵を率いて北目城から伊達郡・信夫郡へ出陣した。5日の申の刻に白石城に入った政宗は、大隈川西方に布陣していた片倉景綱、高野親兼らに、明朝桑折筋へ進軍することを指令した。同日最上表に加勢してた茂庭綱元等が伊達軍に合流した。
6日未明、片倉景綱から政宗の元に、梁川城の横田大学という者が密かに内通を申し出たとする書状が届いた。景綱は梁川城を6日内に攻略すべしと進言したが、政宗は既に先手が桑折表へ打ち出しているので、梁川城攻めは翌7日とする旨の返書を与えた。
6日伊達政宗は伊達郡国見山（厚樫山）に本陣を置いた。一方の上杉軍は福島城の本庄繁長、梁川城の須田長義を中心に約6千の兵のみであった。伊達軍は圧倒的な兵をもって信達盆地（福島盆地）へ攻め入った。
伊達軍は本庄軍を正面から数で圧倒し、深霧の中を不意に衝いて桑折町に押し寄せた先手の茂庭綱元、二番手の屋代景頼等の伊達本隊は上杉兵を瀬上（せのうえ）町へ追い込み、長倉に布陣していた上杉勢も潰走させた。
茂庭・屋代軍は宮代（福島市宮代）で上杉勢物頭の桑折図書ら多数を討ち取った。松川付近では、岡定俊、齋道二等と屋代景頼、茂庭綱元の部隊が激突したが、安田勘助、北川伝右衛門など、上杉方の名のある武者が軒並み討ち死にした。上杉の敗兵は羽黒山と福島城へ四散した。伊達勢は庭坂、大森周辺へも進出し、米沢と福島間を完全に封鎖した。また福島から会津へ内通の書を持参した上杉方の使い、その外2,3人を討殺した。
伊達政宗は福島城の目と鼻の先である羽黒山（信夫山）の麓、黒沼神社に本陣を置き、首級実検を行った。福島城城主・本庄繁長は、野戦の不利を悟り、宮代で敗れた軍勢を撤収し、籠城策をとったが、一時は伊達軍の中に全軍で突入し、切り死にを遂げようと覚悟する状況に迄追い込まれた。
一方福島城の防備は堅く、伊達軍にも死傷者が続出した。片倉景綱の部隊は福島の町曲輪まで押し詰めて多数の上杉兵を討ち取ったが、上杉側の反撃も厳しく、片倉家臣の物頭国分外記らが討死にした。
砂金実常は数十騎を率いて羽黒山南麗に布陣し、福島町へ銃撃を加え、迎撃してきた上杉勢を福島城の中へ追い込んだ。砂金実常が銃撃の手を緩めると、上杉勢は福島城の西門から出て反撃してきたが、砂金の部隊に斬り立てられ、再び福島城の中へ逃げ入った。
この時、伊達政宗は羽黒山麗に本陣を構えていたが、片倉景綱を呼び、福島城中の様子を問うた。景綱は、既に町曲輪まで攻め込み、福島城を陥落させることは間近であるが、味方の手負いも多く、一端引き揚げるのが上策であると返答した。政宗は景綱の言を入れて福島城への攻撃を中止し、福島城へ釣瓶討ちに銃撃を加えた後、国見山へ帰陣した。
国見山から南下した伊達政宗が福島城を攻撃中、上杉方梁川城の須田長義旗下・車斯忠等が、馬上100騎・小手63騎等を含む足軽100人ばかりを引き連れて梁川城から大隅川を渡り、藤田と桑折の間で伊達勢後尾の小荷駄隊を急襲した。彼らは政宗本隊の後を追って福島城へ来る途上だった小荷駄奉行の宮崎内蔵助や足軽・人足等多数を討取り、兵糧を奪って梁川城へ引き上げた（この際に須田の部隊は伊達家の「竹に雀」の定紋の帷幕を奪い、永く上杉家の誇りとしたと云う。「竹に雀」は上杉家だけでなく伊達家の紋（亘理伊達氏から政宗へ）でもある）。
尚、「伊達治家記録」を元に書かれた参謀本部編『日本戦史』では「政宗ハ又梁川城兵我輜重ヲ奪フノ報ニ接シ背後連絡ノ裁断ヲ恐レ」たのが伊達軍撤退の一因としている。
伊達政宗は、福島表から国見山へ帰陣した際、摺上河原に諸将を召集し、屋代景頼に対してその武功を讃え酒杯を与えた。政宗は桑折東下篭で梁川表を遠望した後、国見山へ着陣した。
6日夜、伊達の国見山本陣に、上杉景勝家臣藤田能登家士斉藤兵部が、伊達・信夫の百姓等4千人を伴い内通してきた他、直江兼続の鉄砲頭・極楽寺内匠が伊達成実に協力を申し出てきた。
福島城への再攻撃が検討されたが、上杉軍による仙道・梁川筋からの挟撃の懸念を石川昭光が言上し、また梁川城への謀略工作が不調に終わったため、政宗は再征を断念した。翌7日伊達軍は国見山に津田景康の部隊を残して陣払いし、北目城へ帰城した。
9日、政宗は、桑折宗長、大条宗直等に以下の書状を与えた。
10月14日、政宗は今井宗薫に戦いの結果を報告すると共に、同19日徳川家康に対して11ヶ条の申し出を託した。この中で、政宗は徳川家の軍勢を会津へ駐屯させることを提言し、又山岡志摩を通して申入れていた宮城郡国分千代への新しい居城（仙台城）の築造許可の催促等を求めた。
10月24日、徳川家康は政宗に対して、この福島表における戦功を賞した。また10月15日の書状と24日の書状の中で、翌春上杉景勝を征伐する方針を伝えた。
関ヶ原直後、家康は伊達政宗とともに翌慶長6年早々に上杉家を武力征伐する予定でいた。政宗は、慶長5年11月に届いた家康からの書状を請け、慶長6年2月17日に「家臣等軍役ノ人数改メ」を命じて内々に出陣の準備をしていたが、上杉家が本多正信や結城秀康等を通じて降伏を願い出たため、結果的に会津征伐は中止された。この間、伊達家と上杉家は大規模な軍事衝突こそ起こらなかったものの、国境付近での小競り合いと緊張関係は依然続いた。
慶長6年3月20日、上杉家の様子を探っていた政宗は伊達政景宛への書状で、家康との講和に傾いた上杉家が戦意を失い、籠城の用意のみで仙道口へ兵を出す状況にはない旨を知らせた。
4月21日、政宗は今井宗薫に書状を託し、今後の豊臣秀頼の処遇について徳川家康に建言をした。
5月8日、政宗は、景勝領の置賜郡長井荘板屋へ侵入した石川義宗が、悉く焼打を行ったことを伏見の家康に注進した。

### 戦後
慶長6年7月、景勝と兼続は京都伏見に上洛し、8月に家康に謁見した。会津領は没収され、置賜郡（長井郡）と伊達郡、信夫郡の30万石に減封された。一方、政宗は和賀忠親の南部一揆への煽動関与の件（岩崎一揆）により、念願だった先祖伝来の地の奪還は叶わず、戦後の論功行賞でも自力で占領した刈田郡2万石のみの加増に終わった。

## 古戦場の現在

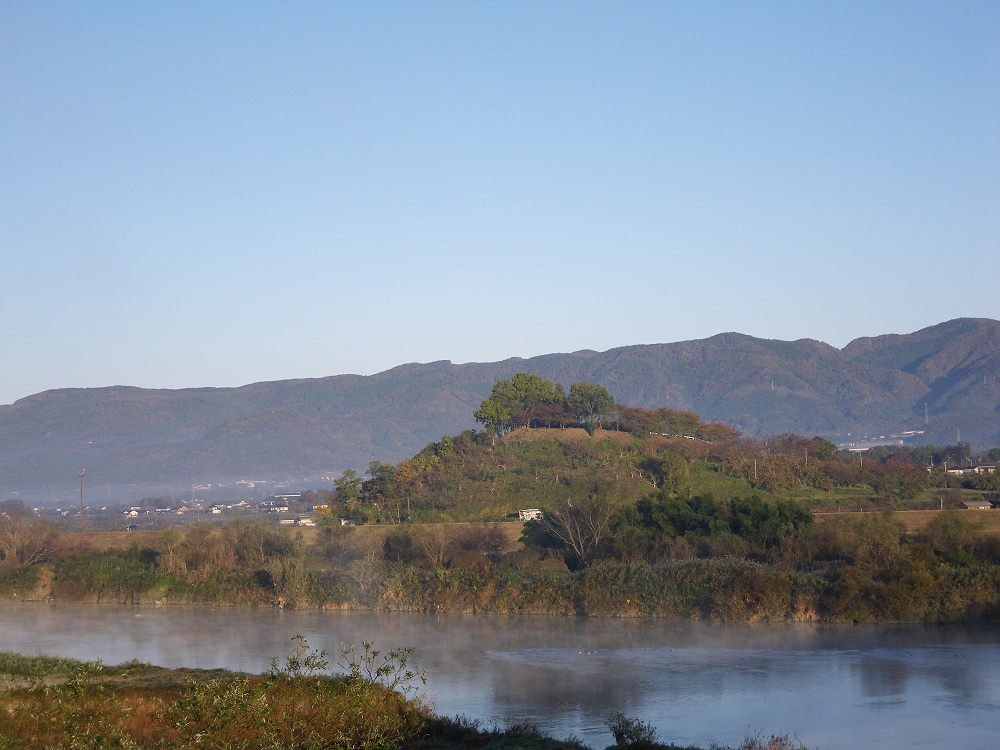
大枝城趾。阿武隈川の南岸（梁川城側）から大枝城趾の小山を望む。写真の左側手前が阿武隈川に面した急斜面。右側奥が上り口であり、空堀などの遺構がある。

松川と福島城
合戦の当時の松川は信夫山南麓を流れていたが、現在は北麓を流れている。当時の松川の跡は現在は祓川と呼ばれる小さな川の辺りが水路だったと言われている。
また、政宗が陣を敷いた信夫山の黒沼神社のあたりは現在は信夫山公園として整備され、花見の名所となっている。戦いの激戦地は現在の福島市街地の中心部であり、面影は全くない。一方、本庄繁長の居城・福島城は福島県庁となっている。
梁川城
梁川城は、江戸時代になって廃城となり、その後梁川藩の陣屋として使われた。明治維新後は学校敷地として使われ、現在、城跡は、梁川中学校、梁川高等学校として使用され、近隣にも土塁や掘の遺構がある。何度か発掘調査が行われ、梁川小学校校庭の片隅に中世庭園も復元され、梁川城跡は県指定史跡となっている。鎌倉時代から室町時代の伊達氏歴代の居城として有名であるが、現在の遺構はむしろ伊達政宗移封後の、蒲生氏時代または上杉氏時代に、対伊達氏政策で防備を強化して改築されたものであると考えられている。
大枝城

大枝城（大條城、おおえだじょう）は、梁川中心市街（梁川城下）から国道349号線を1.5kmほど北上して阿武隈川を越えると、左手に見える。当時、梁川城に対峙して伊達軍が布陣した。梁川城も小高い平山城であり、梁川城と大枝城からは、阿武隈川を挟んで相互に相手方がよく見える。現在の大枝城はほとんどが桃畑になっており、私有地である。しかし、大枝城の案内看板もあり、山頂までの散歩道と、頂上に少し開けた広場があり（本丸跡）、祠が建っている。途中には土塁・空堀跡がはっきりと残されている。春になると空堀から本丸跡にかけて一面を桜の花が咲き誇り、地元有志によってライトアップされる。なお、大枝城は、伊達氏の伊達郡領有時代には大枝氏（大條氏）の支配城であった。
国見
伊達軍が布陣した国見の厚樫山（あつかしやま）の山麓は「阿津賀志山防塁」の名称で国の史跡に指定されているが、源頼朝の奥州藤原氏征伐の史跡としてであり、伊達政宗の福島侵攻の本陣が置かれたことはそれほど知られていない。厚樫山の山頂には、現在展望台があり、国見という地名のとおり、福島盆地、特に伊達郡の梁川、保原方面を一望することができる。

## 関連書籍
- 風野真知雄『奇策 北の関ケ原・福島城松川の合戦』（祥伝社文庫、2003年）ISBN 978-4396331184